# Powellisetia tenuisculpta
Powellisetia tenuisculpta is een slakkensoort uit de familie van de Rissoidae. De wetenschappelijke naam van de soort is voor het eerst geldig gepubliceerd in 1933 door Powell.